# Зубы Ланфона
Зубы Ланфона или Ланфон (фр. Dents de Lanfon) — небольшой горный массив, находящийся на востоке Франции, и поднимающийся на высоту 1824 м. Расположен возле коммуны Талуар на восточном берегу озера Анси в Верхней Савойе, между горами Вейрье (1291 м) на севере и Турнет (2351 м) на юге.
Склоны Зубов Ланфона и их расположение вблизи озера Анси делает их классическим местом для занятий альпинизмом.

### Изображения
- Вид на Зубы Ланфона (слева) с озера Анси
- Северная сторона зубов Ланфона
- Породы Ланфона. Джон Рёскин